# Terapia alternativa (serie de televisión)
Terapia alternativa es una serie de televisión web de comedia romántica y dramática argentina original de Star+. La historia se centra en una pareja de amantes que acuden a terapia para terminar su relación. Está protagonizada por Carla Peterson, Benjamín Vicuña, Eugenia Suárez, Fernán Mirás, Julieta Cardinali, Gustavo Garzón y Boy Olmi. La serie fue estrenada el 24 de septiembre de 2021.
El 6 de septiembre de 2022, la serie se renovó para una segunda temporada, la cual se estrenó el 28 de febrero de 2024.

## Sinopsis
Una pareja de amantes, conformada por Elías (Benjamín Vicuña) y Malena (Eugenia Suárez) se encuentran atravesando por una crisis en su relación, por lo cual, deciden buscar la ayuda de Selva (Carla Peterson), una excéntrica psicóloga, la cual creen que podría ayudarlos a separarse y así lograr ser felices cada uno con sus respectivos matrimonios.

## Elenco

### Principal
- Carla Peterson como Selva Pérez Salerno
- Benjamín Vicuña como Elías (Temporada 1)
- Eugenia "China" Suárez como Malena (Temporada 1; invitada Temporada 2)
- Fernán Mirás como Alex (Temporada 1)
- Julieta Cardinali como Eliana (Temporada 1)
- Gustavo Garzón como Gervasio (Temporada 1)
- Boy Olmi como Jorge (Temporada 1)
- Griselda Siciliani como Serena (Temporada 2)
- Daniel Rovira como Darío (Temporada 2)
- Alfonso Tort como Amadeo (Temporada 2)
- Víctor Laplace como Víctor (Temporada 2)
- Ana María Cores como Betty (Temporada 2)

### Secundario
- Nancy Gay como Toia (Temporada 1)
- Marcelo Michinaux como Ramón (Temporada 1)
- Daniel Cabot como Miguel Ángel
- Tobías Kohan Franzetti como Bruno (Temporada 1)
- Verónica Hassan como Jesica (Temporada 1)
- Jana Juárez como Renata (Temporada 1)
- Mónica Raiola como Gloria (Temporada 1)
- Rafael Ferro como Facundo (Temporada 2)
- Malena Pichot como Lisa (Temporada 2)
- Carola Reyna como Carola (Temporada 2)
- Marilina Bertoldi como Marina (Temporada 2)

### Participaciones
- Graciela Borges como Grace
- Luciana Lifschitz como Gabriela Pérez Salerno
- Hernán Herrera como Isacio
- Marcelo Subiotto como Luis
- Diego Reinhold como Jefe de Malena
- Mario Alarcón como Gustavo Calderón
- Guillermo Berthold como Pablo
- Noemí Morelli como Mónica Calderón

## Episodios
| Temporada | Temporada | Episodios | Episodios | Lanzamiento original  | Lanzamiento original  |
| --------- | --------- | --------- | --------- | --------------------- | --------------------- |
|           | 1         | 10        | 10        | 24 de agosto de 2021  | 24 de agosto de 2021  |
|           | 2         | 7         | 7         | 28 de febrero de 2024 | 28 de febrero de 2024 |

### Primera temporada (2021)
| N.º en serie | N.º en temp. | Título                                     | Dirigido por | Escrito por                             | Fecha de lanzamiento original |
| ------------ | ------------ | ------------------------------------------ | ------------ | --------------------------------------- | ----------------------------- |
| 1            | 1            | «La pareja perfecta»                       | Ana Katz     | Ana Katz, Daniel Katz y Alejandro Jovic | 24 de septiembre de 2021      |
| 2            | 2            | «Marcelo fútbol»                           | Ana Katz     | Ana Katz, Daniel Katz y Alejandro Jovic | 24 de septiembre de 2021      |
| 3            | 3            | «Como hacer que tu vida no sea tan mierda» | Ana Katz     | Ana Katz, Daniel Katz y Alejandro Jovic | 24 de septiembre de 2021      |
| 4            | 4            | «Yo nunca»                                 | Ana Katz     | Ana Katz, Daniel Katz y Alejandro Jovic | 24 de septiembre de 2021      |
| 5            | 5            | «La tía Evelyn»                            | Ana Katz     | Ana Katz, Daniel Katz y Alejandro Jovic | 24 de septiembre de 2021      |
| 6            | 6            | «La casa de mi amante»                     | Ana Katz     | Ana Katz, Daniel Katz y Alejandro Jovic | 24 de septiembre de 2021      |
| 7            | 7            | «La última cena»                           | Ana Katz     | Ana Katz, Daniel Katz y Alejandro Jovic | 24 de septiembre de 2021      |
| 8            | 8            | «Miedo es otra cosa»                       | Ana Katz     | Ana Katz, Daniel Katz y Alejandro Jovic | 24 de septiembre de 2021      |
| 9            | 9            | «Selva»                                    | Ana Katz     | Ana Katz, Daniel Katz y Alejandro Jovic | 24 de septiembre de 2021      |
| 10           | 10           | «Querer lo que se desea»                   | Ana Katz     | Ana Katz, Daniel Katz y Alejandro Jovic | 24 de septiembre de 2021      |

### Segunda temporada (2024)
| N.º en serie | N.º en temp. | Título                                 | Dirigido por            | Escrito por                             | Fecha de lanzamiento original |
| ------------ | ------------ | -------------------------------------- | ----------------------- | --------------------------------------- | ----------------------------- |
| 11           | 1            | «Ningún monstruo»                      | Adriana Vior y Ana Katz | Ana Katz, Daniel Katz y Alejandro Jovic | 28 de febrero de 2024         |
| 12           | 2            | «Una mesa con dos patas»               | Adriana Vior y Ana Katz | Ana Katz, Daniel Katz y Alejandro Jovic | 28 de febrero de 2024         |
| 13           | 3            | «La soberana»                          | Adriana Vior y Ana Katz | Ana Katz, Daniel Katz y Alejandro Jovic | 28 de febrero de 2024         |
| 14           | 4            | «Tenis de dobles»                      | Adriana Vior y Ana Katz | Ana Katz, Daniel Katz y Alejandro Jovic | 28 de febrero de 2024         |
| 15           | 5            | «Expedición al Tigre»                  | Adriana Vior y Ana Katz | Ana Katz, Daniel Katz y Alejandro Jovic | 28 de febrero de 2024         |
| 16           | 6            | «No tan serena»                        | Adriana Vior y Ana Katz | Ana Katz, Daniel Katz y Alejandro Jovic | 28 de febrero de 2024         |
| 17           | 7            | «Que hable ahora o calle para siempre» | Adriana Vior y Ana Katz | Ana Katz, Daniel Katz y Alejandro Jovic | 28 de febrero de 2024         |

## Desarrollo

### Producción
A finales de octubre de 2020, se anunció que la productora Kapow y Fox ordenaron el desarrollo de una serie llamada Sesiones para la plataforma Disney+, la cual contaría con Ana Katz como la directora y la misma co-escribiría la ficción junto a Daniel Katz y Alejandro Jovic. En marzo del mismo año, se confirmó que la serie se vería por el catálogo de Star+, una plataforma hermana de Disney, cuyo contenido está dirigido para adultos.
En junio de 2021, se confirmó que la serie fue renombrada bajo el título de Terapia alternativa en lugar de Sesiones.

### Rodaje
El 16 de noviembre de 2020, se confirmó que la serie había empezado sus grabaciones en Buenos Aires. El 8 de marzo de 2021, se informó que la serie había finalizado su rodaje en el interior de Buenos Aires, en la ciudad de Tandil.

### Casting
En octubre de 2020, se informó que el elenco principal estaría conformado por Carla Peterson que interpretaría el papel de la psicóloga, Benjamín Vicuña y Eugenia Suárez que estarían en la piel de la pareja de amantes, y que Julieta Cardinali estaría en un rol de la esposa del personaje de Vicuña y Fernán Mirás se pondría en el papel del esposo de Suárez. Poco después, se comunicó que Graciela Borges se unió al elenco para realizar una participación especial. En febrero de 2021, se anunció que Boy Olmi y Silvina Sabater se habían unido al elenco en el papel de los padres del personaje de Suárez.

## Premios y nominaciones
| Lista de premios y nominaciones | Lista de premios y nominaciones | Lista de premios y nominaciones                                | Lista de premios y nominaciones        | Lista de premios y nominaciones | Lista de premios y nominaciones |
| Año                             | Organización                    | Categoría                                                      | Nominado/a(s)                          | Resultado                       | Ref(s)                          |
| ------------------------------- | ------------------------------- | -------------------------------------------------------------- | -------------------------------------- | ------------------------------- | ------------------------------- |
| 2021                            | Premios Sur                     | Mejor serie                                                    | Terapia alternativa                    | Nominada                        | [ 16 ]                          |
| 2022                            | Premios Produ                   | Mejor actriz principal - Serie de comedia                      | Eugenia Suárez                         | Nominada                        | [ 17 ]                          |
| 2022                            | Premios Produ                   | Mejor actor principal - Serie de comedia dramática             | Benjamín Vicuña                        | Nominado                        | [ 17 ]                          |
| 2022                            | Premios Produ                   | Mejor dirección - Serie y miniserie                            | Ana Katz                               | Nominada                        | [ 17 ]                          |
| 2022                            | Premios Cóndor de Plata         | Mejor serie de comedia                                         | Terapia alternativa                    | Nominado                        | [ 18 ]                          |
| 2022                            | Premios Cóndor de Plata         | Mejor actor protagonista en comedia                            | Benjamín Vicuña                        | Nominado                        | [ 18 ]                          |
| 2022                            | Premios Cóndor de Plata         | Mejor actriz protagonista en comedia                           | Carla Peterson                         | Nominada                        | [ 18 ]                          |
| 2022                            | Premios Cóndor de Plata         | Mejor música original                                          | Christian Basso                        | Nominado                        | [ 18 ]                          |
| 2024                            | Premios Produ                   | Mejor actriz principal - Serie y miniserie de comedia / sitcom | Carla Peterson                         | Nominada                        | [ 19 ]                          |
| 2024                            | Premios Produ                   | Mejor actriz de reparto - Serie y miniserie de comedia         | Griselda Siciliani                     | Nominada                        | [ 19 ]                          |
| 2024                            | Premios Produ                   | Mejor actor de reparto - Serie y miniserie de comedia          | Alfonso Tort                           | Nominado                        | [ 19 ]                          |
| 2024                            | Premios Produ                   | Mejor actor de reparto - Serie y miniserie de comedia          | Daniel Rovira                          | Nominado                        | [ 19 ]                          |
| 2024                            | Premios Produ                   | Mejor dirección - Serie y miniserie de comedia dramática       | Adriana Vior y Ana Katz                | Nominadas                       | [ 19 ]                          |
| 2024                            | Premios Produ                   | Mejor guion - Serie y miniserie de comedia dramática           | Ana Katz, Daniel Katz y Alejandro Kovi | Nominados                       | [ 19 ]                          |